# Epirochroa sparsuta
Epirochroa sparsuta är en skalbaggsart som beskrevs av Stefan von Breuning 1957. Epirochroa sparsuta ingår i släktet Epirochroa och familjen långhorningar.
Artens utbredningsområde är Madagaskar. Inga underarter finns listade i Catalogue of Life.